# عيار 30 ملم

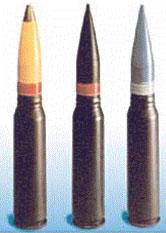
طلقة 30 × 173 ملم

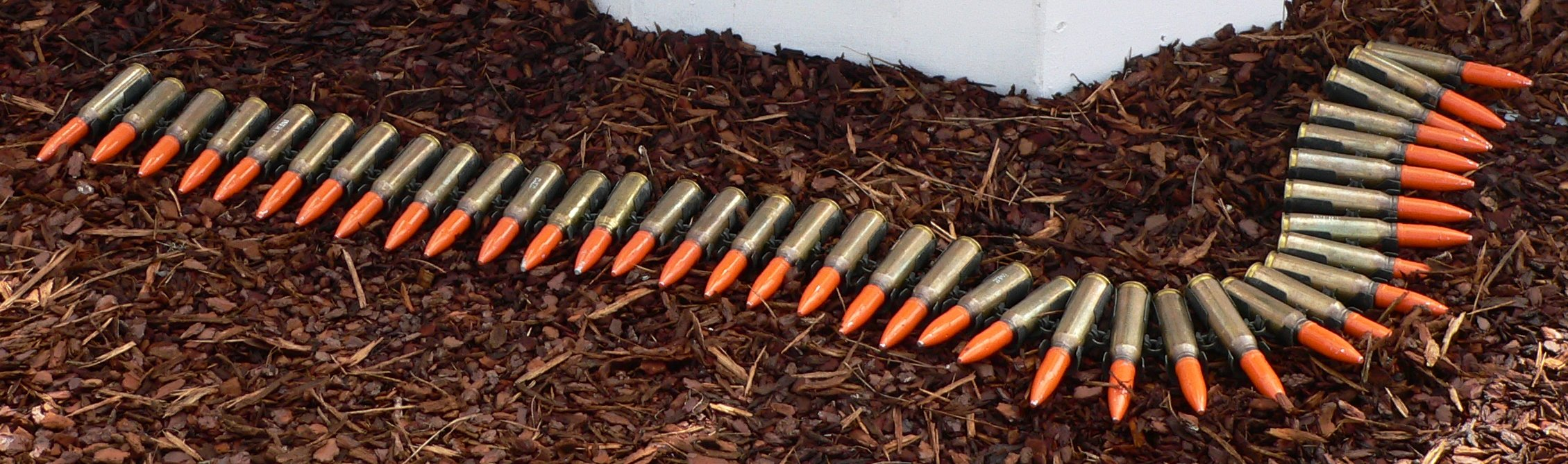
30 ملم طلقة

30 ملم عيار هو حجم معين من ذخيرة autocannon. وتشمل هذه الذخيرة الناتو معيار 30 × 113mmB، 30 × 173mm (STANAG 4624)، و35x228mm جولات منظمة حلف شمال الأطلسي، السوفيتي 30 × 165MM، 30x210mmB، و 37 × 250MM، اليوغوسلافية 30x192mm، و التشيكوسلوفاكية 30x210mmCz والتي تستخدم على نطاق واسع في جميع أنحاء العالم.

## أنواع ذخيرة 30 ملم
تأتي ذخيرة 30 ملم عمومًا في ثلاثة أصناف: خارقة للدروع (AP)، شديدة الانفجار (HE)، وقذائف تدريبة. خراطيش خارقة للدروع وعالية الانفجار عادة ما تمتلك أيضا خصائص حارقة .

### الأسلحة التاريخية
| سلاح            | بلد المنشأ                                  | مصمم                            | خرطوشة          | اكتب                        | منصات سبيل المثال                                                                                             |
| --------------- | ------------------------------------------- | ------------------------------- | --------------- | --------------------------- | --- |
| مدفع أم كيه 108 | وصلة=\|حدود Nazi Germany                    | رينميتال-بورسيك سيفيسيس         | 30 × 90RB       | مدفع الآلة                  | Messerschmitt Bf 109 G-6 ، Messerschmitt Bf 110 G-2 ، </br> Focke-Wulf Fw 190 A-8 / R2 ، Messerschmitt Me 262 |
| النوع 2         | وصلة=\|حدود قالب:بيانات بلد Japanese Empire | شركة داي نيبون للأسلحة المحدودة | 30 × 92mmRB     | رد الفعل autocannon         | ميتسوبيشي J2M (النموذج الأولي)                                                                                |
| هو-155          | وصلة=\|حدود قالب:بيانات بلد Japanese Empire | ناجويا ارسنال                   | 30 × 114MM      | Autocannon                  | ناكاجيما كي-84-آي هاي ، </br> كاواساكي كي -102 ه                                                              |
| اكتب 5          | وصلة=\|حدود قالب:بيانات بلد Japanese Empire | نيهون توكوشوكو                  | 30 × عيار 122mm | Autocannon                  | يوكوسوكا P1Y ، كيوشو J7W ، </br> ميتسوبيشي J2M (المخطط)                                                       |
| إن.أر-30        | وصلة=\|حدود الاتحاد السوفيتي                | AE Nudelman و AA Rikhter        | 30 × 155mmB     | Autocannon                  | ميج 19 ، ميج 21 ، سوخوي سو 7 ، </br> سوخوي سو 17                                                              |
| MK 101          | وصلة=\|حدود Nazi Germany                    | رينميتال-بورسيك سيفيسيس         | 30 × 184mmB     | مدفع الآلة                  | Henschel Hs 129 ، </br> هاينكل هي 177A-1 / U2 (تجريبي)                                                        |
| MK 103          | وصلة=\|حدود Nazi Germany                    | رينميتال-بورسيك سيفيسيس         | 30 × 184mmB     | مدفوعة كهربائيا مدفع الجهاز | Focke-Wulf Fw 190 ، </br> <i id="mwrg">Flakpanzer</i> الرابع <i id="mwrg">Kugelblitz</i>                      |

## روابط خارجية
- فاس: 30 ملم ذخيرة
- منتجات ATK: M230
- منتجات ATK: M230LF